# Taintnops
Taintnops goloboffi es una especie de araña araneomorfa de la familia Caponiidae. Es el único miembro del género monotípico Taintnops. Se encuentra en  Chile en la región de Coquimbo.

## Etimología
Esta especie fue nombrada en honor del aracnólogo chileno Pablo A. Goloboff.